# Rejon zarzeczniański
Rejon zarzeczniański – jednostka administracyjna wchodząca w skład obwodu rówieńskiego Ukrainy.
Rejon utworzony w 1939, ma powierzchnię 1442 km². Siedzibą władz rejonu jest Zarzeczne.
Na terenie rejonu znajdują się jedna rada osiedlowa i 16 rad wiejskich, obejmujących w sumie 50 miejscowości.

## Miejscowości rejonu
- Aleksandrowo (Олександрове)
- Bir (Бір)
- Borowa (Борове)
- Brodnica (Бродниця)
- Butowo (Бутове)
- Chrapin (Храпин)
- Czernin (Чернин)
- Dubczyce (Дубчиці)
- Dubrowsk (Дібрівськ)
- Dziadówka (Дідівка)
- Hołubne (Голубне)
- Horynicze (Гориничі)
- Iwańczyce (Іванчиці)
- Komory (Комори)
- Konik (Коник)
- Kotyra (Котира)
- Kuchcze (Кухче)
- Kuchecka Wola (Кухітська Воля)
- Kutynek (Кутинок)
- Kutyń (Кутин)
- Lubin (Любинь)
- Łoknica (Локниця)
- Łysyczyn (Лисичин)
- Młyn (Млин)
- Młynek (Млинок)
- Moroczna (Морочне)
- Mutwica (Мутвиця)
- Niańkowicze (Неньковичі)
- Nihowiszcze (Ниговищі)
- Nobel (Нобель)
- Noworiczycia (Новорічиця)
- Nowosiele (Новосілля)
- Omyt (Омит)
- Ostrowsk (Острівськ)
- Perekale (Перекалля)
- Prywitówka (Привітівка)
- Przykładniki (Прикладники)
- Radowe (Радове)
- Ryczki (Річки)
- Rzeczyca (Річиця)
- Serniki (Серники)
- Sieńczyce (Сенчиці)
- Sołomir (Соломир)
- Tychowyż (Тиховиж)
- Wiczówka (Вичівка)
- Wołczyce (Вовчиці)
- Zadołże (Задовже)
- Zaozierze (Заозер'я)
- Zarzeczne (Зарічне)
- Zełena Dibrowa (Зелена Діброва)
- Żdań (Ждань)